# Чиклени (Караш-Северин)
Чиклени (рум. Cicleni) насеље је у Румунији у округу Караш-Северин у општини Турну Руени. Oпштина се налази на надморској висини од 289 m.

## Становништво
Према подацима из 2002. године у насељу је живело 25 становника, од којих су сви румунске националности.